# Standerton
Standerton est une ville de la province du Mpumalanga en Afrique du Sud.

## Historique
Standerton fut fondée en 1878 sur les terres d'une ferme appelée Grootverlangen et baptisée d'après son propriétaire, le commandant Adriaan H. Stander. Elle fut reconnue par la République sud-africaine au Transvaal et a obtenu le statut de municipalité en 1903.

## Démographie
Selon le recensement de 2011, la ville compte 43 966 résidents dont 66,61% issus des communautés bantouphones et 23,12% issus des communautés blanches. La langue maternelle dominante est l'isiZulu (48,30%) suivie de l'Afrikaans (28,02 %) et du sesotho (8,49 %).

## Personnalités locales
- Jan Smuts, premier ministre d'Afrique du Sud, député de Standerton de 1924 à 1948.
- Hendrik Schoeman, ministre et député de Standerton de 1966 à 1974
- Constand Viljoen, militaire et homme politique sud-africain, né en 1933 dans la ferme de Potfontein, située dans le district de Standerton
- Mark Lawrence, joueur et arbitre international de rugby